# Pawn Stars

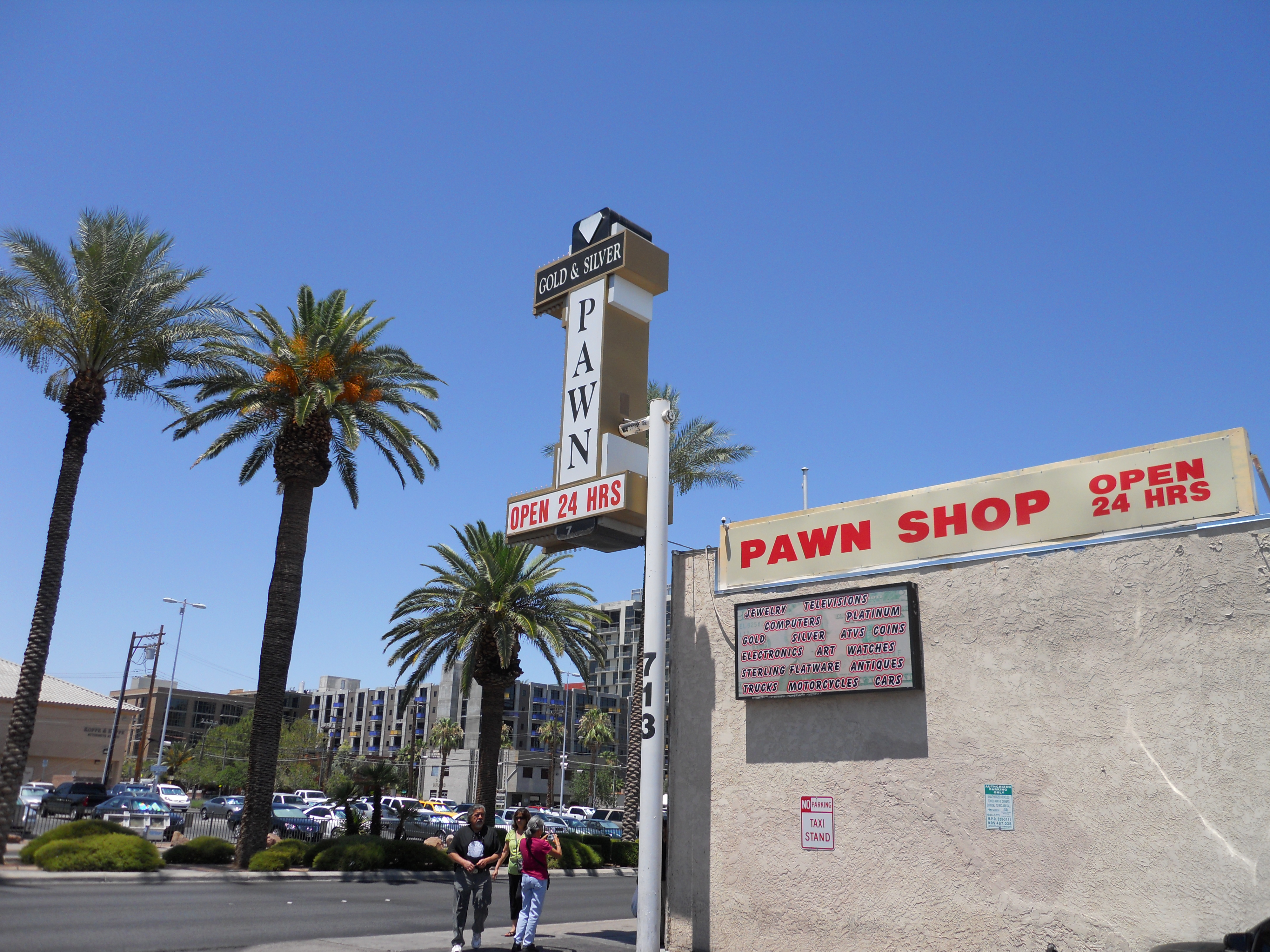
Exteriör för World Famous Gold & Silver Pawn Shop i Las Vegas, Nevada.

Pawn Stars (alternativ svenskspråkig titel: Stampen i Las Vegas) är en amerikansk realityserie som produceras av Leftfield Pictures för History kontinuerligt sedan 2009.
Programmet följer de dagliga aktiviteterna på pantbanken World Famous Gold & Silver Pawn Shop i Las Vegas, Nevada som ägs och drivs av tre generationer ur familjen Harrison.

## Upplägg
Till pantbanken kommer kunder med allehanda värdefulla saker som de vill sälja eller i vissa fall pantsätta. Huvuddelen av programmet visar när affärer görs upp mellan pantbankens personal och kunder. Man får under denna tid lära sig mer om objektet i fråga, ofta kallas någon utomstående expert in för en värdering och slutligen får tittaren följa prisförhandlingen mellan säljare och köpare. Programmet handlar även om interaktionen mellan seriens fyra huvudpersoner.

## Medverkande
I serien medverkar Richard "Old Man" (1941-2018), hans son Rick och barnbarnet Corey. De får också hjälp av Coreys barndomsvän, Austin "Chumlee" Russell.

## Visning i Sverige
I Sverige har serien visats på TV10, History och streamingtjänsten Viafree.